# Максиміліан Емануель Вюртемберг-Вінненталь
Максиміліан Емануель (нім. Maximilian Emanuel von Württemberg-Winnental, 27 лютого 1689, Штутгарт — 25 вересня 1709, Дубно) — принц Вюртемберг-Віннентальський, син герцога Фрідріха Карла Вюртемберг-Віннентальського і його дружини Елеонори Юліани Бранденбург-Ансбахської; близький друг короля Швеції Карла XII.